# Селимийе
Селимийе (на турски: Selimiye) е един от тридесет и трите квартала в район Юскюдар от азиатската страна на Босфора в Истанбул, Турция. Носи името си от султан Селим III, който поръчва казарма тук, което води до създаването на нов квартал в близост до него.
Към 2019 г. населението на Селимийе е 8834 души.

## История
Казармите Селимийе са създадени през 1800 г. от османския султан Селим III за неговите наскоро реформирани военни сили, Низам-и Джедид. Създаването му довежда до развитието на квартал Селимийе като първия официално планиран квартал в Турция. Централен елемент е великолепната османска барокова Селимийе джамия, построена през 1801 г. за войниците в близките казарми. Казармите на султан Селим бързо изгарят и са преустроени в камък от султан Махмуд II през 1825 г. Оригиналните казарми имат само едно крило, но по време на управлението на султан Абдул Меджид турско-арменският архитект Крикор Балян добавя още три крила, като по този начин създава централен парад на земята.
Казармите Селимийе са служили като болница по време на Кримската война от 1853 – 56 г. и именно тук Флорънс Найтингейл („Дамата с лампата“) се бори да спасява животи чрез подобряване на хигиенните стандарти. Има малък музей в нейна памет в казармите, въпреки че те все още се използват от турската армия.
През 1802 г. е основана печатницата Юскюдар, която играе важна роля в историята на турската наука.
Скоро в тази област са създадени промишлени съоръжения и Селимийе се превръща в един от най-пренаселените квартали на Юскюдар до средата на 19 век.
През 2022 г. старият хамам, който е част от комплекса казарма-джамия, е реставриран и превърнат в ресторант и библиотека в малката верига Невмекан.

## Исторически места
- Селимийе джамия
- Казарми Селимийе